# Coluria
La coluria es la presencia de bilirrubina en la orina, es un signo común de enfermedades hepáticas como la hepatitis y la cirrosis. Puede ser descrita como orina de coloración oscura o marrón, también se la compara con el color de la bebida Pepsi.

## Etiología
La coluria se pone de manifiesto cuando la bilirrubina sérica es mayor de 1.6mg/dl. La presencia de coluria es un signo clínico útil para distinguir la causa de ictericia de una persona, ya que solamente la bilirrubina directa o conjugada que se encuentra en la sangre se elimina por el riñón (hidrosoluble),  en cambio la bilirrubina indirecta o no conjugada se encuentra unida a la albúmina y no existe eliminación renal (liposoluble).

## Diagnóstico
Se debe confirmar la coluria mediante métodos bioquímicos, identificando bilirrubina en la orina, ya que esta también se puede teñir de color oscuro por otras sustancias como la hemoglobina, la mioglobina y otros compuestos.